# Day Dreams (pel·lícula de 1919)

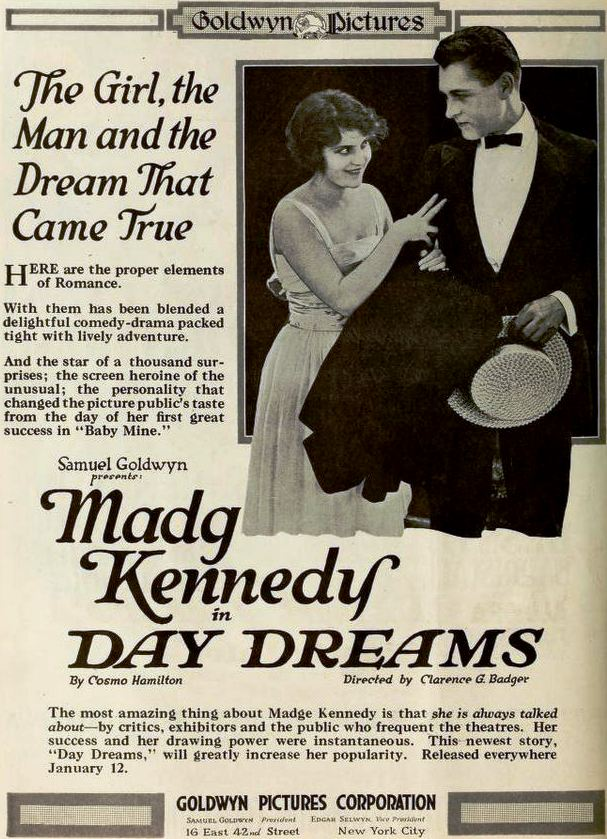
Anunci de la pel·lícula amb John Bowers i Madge Kennedy, aparegut a la pàgina 292 de l'edició del 18 de gener de 1919 de la revista Moving Picture World.

Day Dreams és una pel·lícula muda de la Godlwyn Pictures dirigida per Clarence G. Badger i protagonitzada per Madge Kennedy i John Bowers. Basada en una història de Cosmo Hamilton, la pel·lícula es va estrenar el 12 de gener de 1919. Es considera una pel·lícula perduda.

## Argument
Primrose, una noia que ha crescut en una granja aïllada amb només els seus avis cuidant ànecs i oques, sempre ha somniat que un cavaller blanc se l'endurà un dia com a esposa al seu castell a l'altra banda del mar. Somia que el seu ànec preferit és el príncep transformat per una bruixa. George Graham és un venedor de formigó que està enamorat de Primrose, però en ser rebutjat intenta desfer el somni de Primrose fent que un fals cavaller la desil·lusioni, amb el convenciment que després acceptarà la seva proposta de matrimoni. Per això obliga l'honest vilatà Dan O'Hara a fer-se passar pel cavaller amenaçant-lo que si no ho fa el seu germà anirà a la presó per haver malversat fons de la companyia de Graham. Quan Dan apareix com el cavaller i porta Primrose i els seus avis a la finca de Graham, transformada per a que sembli un castell, ell i Primrose s'enamoren. Dan tem el dia que acabi la il·lusió, però Primrose, en assabentar-se dels plans de Graham, es casa amb Dan després d'obtenir un compromís per escrit que el germà de Dan no serà engarjolat.

## Repartiment
- Madge Kennedy (Primrose)
- John Bowers (Dan O'Hara)
- Jere Austin (George Graham)
- Alec B. Francis (avi Burn)
- Grace Henderson (àvia Burn)
- Marcia Harris (la majordoma)
- Rumpletilzen (un ànec, ell mateix)